# Cobalt(II) oxide
Cobalt(II) oxide (công thức hóa học CoO) là một oxide của cobalt. Nó có khối lượng mol 74,9324 đơn vị carbon, nhiệt độ nóng chảy 1.933 ℃. Nó có thể ở dạng kết tinh với màu từ xanh lục ôliu tới đỏ hay chất bột màu từ hơi xám tới đen, được sử dụng khá rộng rãi trong công nghiệp gốm sứ như là phụ gia để tạo men và nước men màu xanh lam cũng như trong công nghiệp hóa chất để sản xuất các muối cobalt(II). Các tinh thể CoO có cấu trúc pericla (muối đá) với hằng số lưới 4,2615 Å.
Cobalt(II) oxide là một chất tạo màu tốt, rất ổn định, được sử dụng nhiều trong thủy tinh, men, enamel và cả cho ngành sơn. cobalt(II) oxide được sử dụng rộng rãi trong các loại mực đề can, màu men lót, vết màu trên thân và men màu.
Chất này có thể thu từ nguồn tự nhiên. Có nhiều dạng nguyên liệu thô và tất cả đều có thể phân hủy dễ dàng thành CoO là dạng ổn định. Các nguồn này có thể là dạng oxide màu đen Co3O4, tỉ lệ phân hủy–giải phóng oxy và chuyển thành CoO là 93% ở 800 °C; hay dạng cobalt(III) oxide màu xám (Co2O3) với 90% CoO; và dạng cobalt(II) carbonat màu tím nhạt (CoCO3) với 63% CoO. Ngoài ra, có thể dùng cobalt(IV) oxide (CoO2).

## Ứng dụng
Cobalt(II) oxide được sử dụng để chế tạo vật liệu điện từ, bán dẫn, chất tạo màu trong gốm sứ, chất oxy hóa, chất xúc tác và vật liệu dương cực (anode) cho các loại pin Ni-MH hay Ni-Cd.

### Trong vật liệu gốm
Cobalt(II) oxide được sử dụng trong nhiều thế kỷ như là chất tạo màu cho các đồ gốm sứ, các ví dụ sớm nhất đã biết có từ thế kỷ 12 tại các lò sản xuất gốm tại Đức. Phụ gia cobalt tạo ra màu xanh lam sẫm có tên gọi cobalt xanh.
CoO được dùng trong vật liệu gốm thuộc nhóm tạo màu. cobalt(II) oxide là chất tạo màu xanh cobalt truyền thống và đáng tin cậy ở mọi nhiệt độ nung, trong hầu hết mọi loại men. Nó là một chất tạo màu mạnh, thông thường chỉ dùng ít hơn 1% là màu đã đủ đậm. Sắc độ xanh thì có thể bị ảnh hưởng theo nhiều cách do sự hiện diện của các oxide khác. Nếu cần giảm sắc xanh, có thể dùng oxide sắt, titani, rutil hay nickel.
Dù cobalt(II) oxide có nhiệt độ nóng chảy rất cao, nó vẫn là một chất trợ chảy mạnh, hoà tan dễ dàng trong hầu hết các loại men đặc biệt là các loại men kiềm thổ và bor. Cũng do hoà tan dễ dàng nên màu xanh do cobalt(II) oxide tạo ra dễ bị loang và khó giữ được những nét in rạch ròi, đặc biệt là khi in ở lớp men phủ. Do cobalt(II) oxide hoà tan khá tốt trong men nóng chảy, nó không có chức năng làm mờ.
Cobalt(II) oxide rất nhạy cảm với môi trường lò (oxy hóa hay khử, nung nhanh hay nung chậm). Nó thường được nung khô với oxide nhôm và CaO để làm mực màu cho lớp men lót mềm. Các loại vết màu thường là hỗn hợp nhôm oxide, cobalt và kẽm để đạt được một màu xanh lam mềm hơn.

#### Kết hợp
Cobalt(II) oxide khi kết hợp với:
- Oxide sắt và oxide mangan cho màu lam đá phiến.
- Bari oxide cho màu lục lam
- Magnesi oxide cho màu từ tím đến tím hoa cà.
- Chromi oxide và oxide mangan cho màu lam đen hay màu đen.
- Chromi oxide và đồng có thể cho màu từ thuần xanh cobalt qua lam ánh lục đến xanh lá chromi (thuận lợi nhất khi hàm lượng silica không cao quá và chỉ vừa đủ alumina).
- Silica, B2O3 và hàm lượng cao MgO có thể tạo ra các màu đỏ, tím, oải hương hay hồng.